# Hoogheid
De titel van Hoogheid wordt gebruikt voor lagere vorsten maar ook voor de koningin van Schotland. In het strenge protocol van de 18e eeuw lieten steeds meer koningen zich "Majesteit" noemen. Dat geschiedde ook met de Engelse koningen maar de Schotse koning bleef "Hoogheid". Bij het openen van het Schotse Parlement wordt Charles III dan ook zo aangesproken.
Voor de prinsen van Oranje was het in de 18e eeuw een belangrijke stap op de maatschappelijke ladder toen de andere vorsten hen in brieven "Hoogheid" of "Altesse" in plaats van "Excellentie" gingen noemen. De Franse koninklijke familie keek op deze titels neer, daar liet men zich liever "Monsieur", "Monseigneur", "Monsieur le Duc", "Monsieur le Prince" of "Mademoiselle" noemen. Wie hen als "Altesse" of zelfs " Votre Altesse Royal" aansprak kon soms zelfs op hun woede rekenen.
De titel Hoogheid werd in Europa gebruikt door vorsten, keurvorsten en prinsen. In Azië werd de titel gebruikt door de minder machtige vorsten, waaronder de soesoehoenan en de sultan van Jogjakarta.
Er zijn meerdere varianten in gebruik, zoals:
- Keizerlijke Hoogheid
- Koninklijke Hoogheid, leden van koninklijke huizen, ook gebruikt voor de chefs van de groothertogelijke huizen van Baden, Hessen, Luxemburg, Oldenburg, Mecklenburg, Toscane en Parma
- Doorluchtige Hoogheid, een vertaling van het Duitse "Durchlaucht". Deze titel werd in 1375 door keizer Karel IV van het Heilige Roomse Rijk aan de keurvorsten verleend. In de 17e eeuw werd het als een gezonken cultuurgoed de titel van de vele rijksvorsten, het College van "Reichsständische Fürsten" van het Heilige Roomse Rijk van de Duitse Natie. In 1825 besloot de Rijksdag om de titel "Durchlaucht" aan alle na de Franse Revolutie van hun macht beroofde en gemediatiseerde vorsten voor zover zij Duits of Oostenrijks onderdaan waren, te gunnen. Later werd dit privilege uitgebreid tot alle leden van deze families. Een Duitse prins of "Fürst" (vorst) wordt ook "Doorluchtige Hoogheid" of "Durchlaucht" genoemd.[2]
- Serene Hoogheid[bron?]
- Prinselijke Hoogheid[bron?]
- Vorstelijke Hoogheid[bron?]
- Keizerlijke en Apostolisch Koninklijke Hoogheid (aartshertogen van Oostenrijk en Hongarije), ook de groothertog van Toscane en de leden van zijn familie zijn aartshertogen en zij voeren deze titel
- Groothertogelijke Hoogheid, prinsen van Hessen, Baden en Luxemburg
- Verheven Hoogheid, (Exalted Highness) de Nizam van Haiderabad
- Hertogelijke Serene Hoogheid[bron?]
- Serene Hoogheid, Serenissimus werd gebruikt door de doge van Venetië maar ook door deze republiek Venetië die "La Serenissima Republica" werd genoemd
- Meest Serene Hoogheid[bron?]

De titels "Serenitas" en "Serenissimus" werden in de oudheid al gebruikt door de Byzantijnse keizers Honorius en Arcadius
- Serene Hoogheid[bron?]
- Illustere Hoogheid,[bron?] een vertaling van het Duitse "Erlaucht" dat lager wordt ingeschat dan "Durchlaucht". Ontleend aan het Latijnse "superillustris". Deze titel werd in de 17e eeuw ingevoerd als titel van de vele tientallen rijksgraven, de "Reichsständische Grafen" van het Heilige Roomse Rijk. In 1829 werd de titel "Erlaucht" aan alle gemediatiseerde grafelijke families toebedeeld.[4]
- Meest Eminente Hoogheid, sinds 1630 gebruikt voor de prins-grootmeester van de Orde van Malta die een geprofeste leek is die in rang gelijkstaat aan de kardinalen, prinsen van de Kerk en "eminenties"

In Nederland wordt Zijne Hoogheid Maurits van Oranje-Nassau, Van Vollenhoven met deze titel aangesproken.
Op Samoa gebruikt het stamhoofd de titel "Hoge Hoogheid" of "High Highness".